# Kloster Lehnin (Gemeinde)

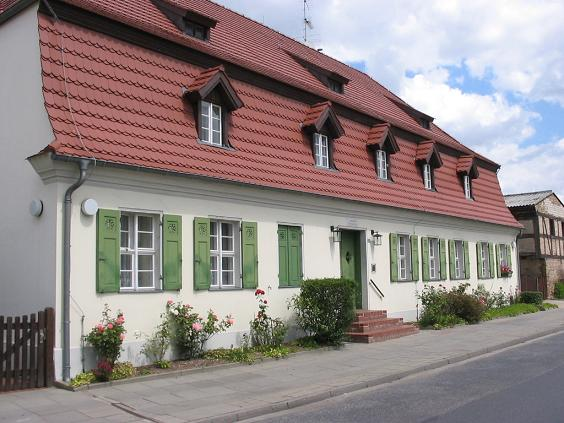
Posthalterei Lehnin

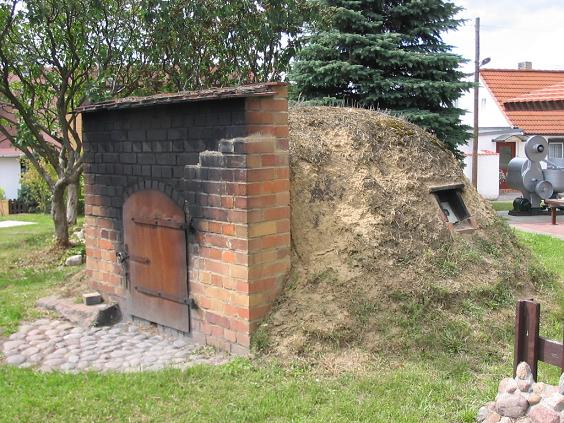
Historischer Backofen in Emstal

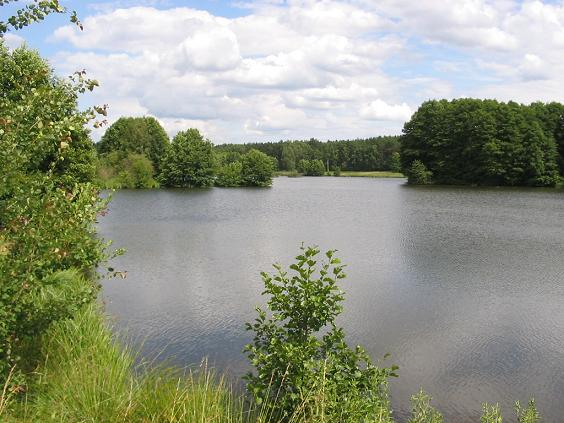
Torfstichsee Emstaler Schlauch

Kloster Lehnin [ləˈniːn] ist eine amtsfreie Gemeinde im Landkreis Potsdam-Mittelmark in Brandenburg (Deutschland).

## Geografie
Kloster Lehnin liegt im Westen des Landes Brandenburg, 20 Kilometer südöstlich der Stadt Brandenburg an der Havel, rund 30 Kilometer südwestlich von Potsdam sowie rund 60 Kilometer von Berlin entfernt. Sie liegt beidseitig der Bundesautobahn 2 zwischen den Ortsteilen Göhlsdorf (an der Bundesautobahn 10 (westlicher Berliner Ring)) und Reckahn.
Das Gemeindegebiet umfasst den größten Teil der Zauche sowie Teile der Havelniederung und des Planetales. Im Gemeindegebiet entspringt der meist kanalisierte Havelnebenfluss Emster.
Die Gemeinde grenzt im Nordwesten an die Stadt Brandenburg an der Havel. Weiter umliegende Gemeinden sind Groß Kreutz (Havel) im Norden, Werder (Havel) im Osten, Beelitz im Südosten, Planebruch und Golzow im Süden sowie Wollin im Westen.

## Gemeindegliederung
Die Gemeinde Kloster Lehnin besteht laut ihrer Hauptsatzung aus 14 Ortsteilen (mit jeweils einem Ortsvorsteher), zwei Gemeindeteilen und weiteren Wohnplätzen.
- Damsdorf mit dem Wohnplatz Bochower Plan
- Emstal (bis 1937: Schwina)
- Göhlsdorf mit dem Wohnplatz Ausbau
- Grebs
- Krahne mit dem Gemeindeteil Rotscherlinde
- Lehnin mit den Wohnplätzen Forsthaus Rädel, Großheide, Heidehaus, Kaltenhausen und Mittelheide, Hauptort und mit 3.106 Einwohnern (Stand: 1. Januar 2014) größter Ortsteil der Gemeinde
- Michelsdorf
- Nahmitz mit den Wohnplätzen Akazienhof, Doberow und Heidehof
- Netzen mit dem Wohnplatz Am See
- Prützke
- Rädel mit dem Wohnplatz Gohlitzhof
- Reckahn mit dem Wohnplatz Meßdunk
- Rietz mit dem Wohnplatz Rietzer Berg
- Trechwitz mit dem Gemeindeteil Trechwitz Siedlung

## Geschichte
Das Dorf Lehnin als Kern der heutigen Gemeinde sieht als sein Gründungsdatum das Jahr 1180 an, als der Askanier Otto. I, der zweite Markgraf der Mark Brandenburg, das namensgebende Zisterzienser-Kloster Lehnin gründete. Deshalb wurde 2005 das 825-jährige Jubiläum gefeiert. Allerdings bestand 1180 und lange Zeit danach nur das Kloster. Die eigentliche Gründung des Dorfes oder Fleckens Lehnin vollzog sich 1415 aus einem Markt, den die Mönche vor den Klostermauern einrichteten. Eine größere Ausdehnung erfuhr der Ort 1667 durch die Ansiedlung von 13 Handwerkern mit ihren Familien. Der Grund dafür war vermutlich der häufige Aufenthalt des Kurfürsten. 1750 sind 104, 1800 152 Feuerstellen belegt. Allerdings verlor der Flecken Lehnin 1733 das Marktrecht an Werder (Havel) und konnte es erst 1855 wiedererlangen.
Von 1542 bis 1872 bestand das Amt Lehnin als Domäne und in Nachfolge des Klosterbesitzes. Um 1828 entstand daraus stufenweise das damals noch nicht voll immatrikulierte Rittergut, teils in der Hand der uradeligen Familie von Loebell und zum Zweiten als Teilbesitz des Legationssekretärs Uebel. Robert Karl Hermann von Loebell (1815–1905) und dessen Ehefrau Friederike Wilhelmine Rosalie von Thümen-Briesen (1825–1917) besaßen das Gut nur einige Jahre. Ende des 19. Jahrhunderts gehörten zum nun gesamtheitlichen Gut Lehnin 438 ha, hinzu die Nebengüter Dahmsdorf mit 389 ha und Tornow mit 291 ha. Neuer Eigentümer, auch der dazugehörigen Ziegelei mit Ringofen, war der Kommerzienrat M. J. Cohn. Er hatte aber alle Gutsareale verpachtet, davon Lehnin an Ober-Amtmann Köber. Ende der 1920er Jahre gehörte das Restgut Lehnin mit 102 ha der Dampfziegelei GmbH, Inhaber M. Albrecht und Th. Borchmann. Kleine landwirtschaftliche Besitzungen betrieben die Familien Jacob, Thiele sowie Tietz. Die Oberförsterei Lehnin mit 6177 ha, im Eigentum des Preußischen Staates, wurde durch die Oberförsterei Kunersdorf bei Michendorf verwaltet.
1899 wurde Lehnin mit der Stichstrecke Groß Kreutz–Lehnin an das Eisenbahnnetz angeschlossen.
1943 bezog der sogenannte Generalbevollmächtigte Chemie (GebeChem) mehrere Gebäude des heutigen Luise-Henrietten-Stifts und ließ auf dem Gelände für seine Behörde sieben weitere Baracken errichten. Die Behörde koordinierte die Interessen der Kriegswirtschaft mit denen der Wehrmacht und SS und verteilte von hier aus KZ-Häftlinge und Zwangsarbeiter auf die Chemieindustrie. Das Stift ist eine diakonische Einrichtung der Evangelischen Kirche, die 1911 das Klostergelände bezog und in den alten Klostergemäuern sowie verschiedenen Neubauten eine weit verzweigte, heute vorbildliche helfende und heilende Einrichtung aufgebaut hat.
Am 23. April 1945 besetzte die Rote Armee während der Schlacht um Berlin auch Lehnin.
Bei Lehnin waren von 1982 bis 1990 die etwa 500 Fallschirmjäger der NVA stationiert. Ihr vorrangiges Ziel im Kriegs- oder Interventionsfall waren die Flughäfen von West-Berlin. Mitte Oktober 1989 wurde der Verband auf Anordnung Erich Honeckers, der als Vorsitzender des Nationalen Verteidigungsrats der DDR die formelle Befugnis dazu hatte, zum Einsatz gegen die Montagsdemonstrationen nach Leipzig verlegt, blieb jedoch in den Kasernen. Heute unterhält die Bundeswehr dort einen Truppenübungsplatz.
Eingemeindungen

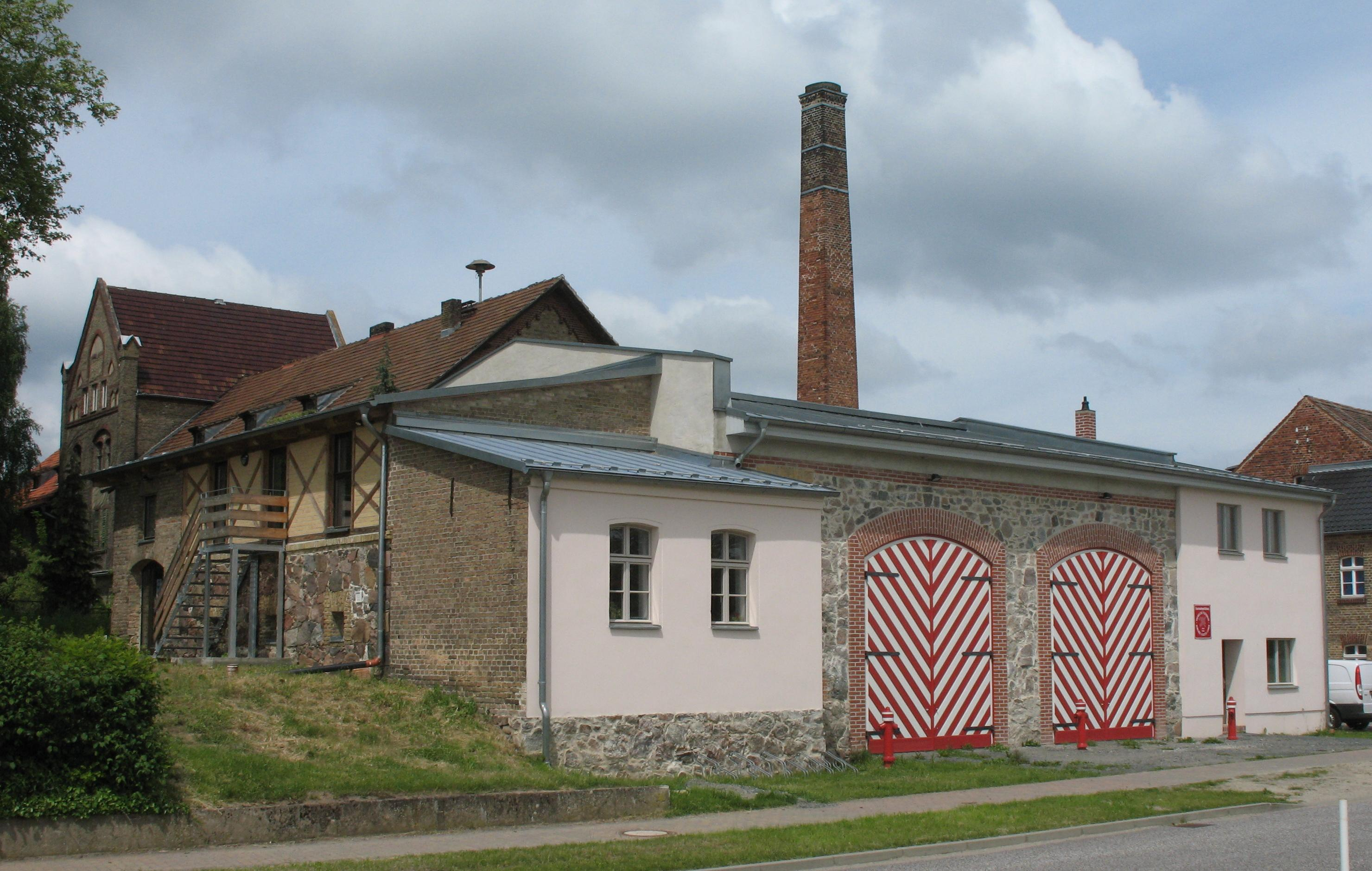
Gutshaus und Feuerwehrhaus in Krahne

Die Gemeinde Kloster Lehnin entstand am 1. April 2002 aus dem freiwilligen Zusammenschluss der Gemeinden Emstal, Göhlsdorf, Grebs, Krahne, Lehnin, Michelsdorf, Nahmitz, Netzen, Prützke, Rädel, Reckahn und Rietz des damaligen Amtes Lehnin und der Gemeinde Damsdorf des Amtes Emster-Havel. Am 26. Oktober 2003 wurde mittels Landesgesetz die bis dahin selbständige Gemeinde Trechwitz (damaliges Amt Emster-Havel) ebenfalls eingegliedert.

## Bevölkerungsentwicklung
| Jahr | Einwohner |
| ---- | --------- |
| 2002 | 11 391    |
| 2005 | 11 700    |
| 2010 | 11 089    |
| 2015 | 10 720    |
| 2020 | 10.971    |

| Jahr | Einwohner |
| ---- | --------- |
| 2021 | 11.101    |
| 2022 | 11.317    |
| 2023 | 11.355    |
| 2024 | 11.261    |

Gebietsstand des jeweiligen Jahres, Einwohnerzahl: Stand 31. Dezember, ab 2011 auf Basis des Zensus 2011

## Politik

### Gemeindevertretung
Die Gemeindevertretung von Kloster Lehnin besteht aus 22 Gemeindevertretern und dem hauptamtlichen Bürgermeister. Die Kommunalwahl am 9. Juni 2024 führte bei einer Wahlbeteiligung von 65,8 % zu folgendem Ergebnis:
| Partei / Wählergruppe                       | Stimmenanteil 2019 | Sitze 2019 |        | Stimmenanteil 2024 | Sitze 2024 |
| ------------------------------------------- | ------------------ | ---------- | ------ | ------------------ | ---------- |
| Bürger für Kloster Lehnin (BfKL)            | –                  | –          | 28,4 % | 6                  |            |
| CDU                                         | 22,9 %             | 5          | 24,7 % | 5                  |            |
| AfD                                         | 12,3 %             | 3          | 16,3 % | 4                  |            |
| SPD                                         | 25,7 %             | 6          | 14,0 % | 3                  |            |
| Baumfreunde Kloster Lehnin                  | 10,2 %             | 2          | 04,8 % | 1                  |            |
| Freie Bürger und Bauern (FBB)               | 14,7 %             | 3          | 04,2 % | 1                  |            |
| Bündnis 90/Die Grünen                       | –                  | –          | 03,2 % | 1                  |            |
| Freizeit- und Jugendverein Trechwitz (FJVT) | 03,0 %             | 1          | 02,4 % | 1                  |            |
| Piraten/Tierschutz Potsdam-Mittelmark       | –                  | –          | 01,3 % | –                  |            |
| FDP                                         | –                  | –          | 00,7 % | –                  |            |
| Die Linke                                   | 11,1 %             | 2          | –      | –                  |            |
| Insgesamt                                   | 100 %              | 22         | 100 %  | 22                 |            |

### Bürgermeister
- 2002–2016: Bernd Kreykenbohm (parteilos)
- seit 2016: Uwe Brückner (parteilos)

Nach der Bildung der Gemeinde wurde der damalige Amtsdirektor Kreykenbohm am 23. April 2002 durch die Gemeindevertretung für die restliche Dauer seiner Amtszeit bis zum 2. Juli 2008 zum hauptamtlichen Bürgermeister gewählt. In der Bürgermeisterwahl am 16. März 2008 wurde er mit 84,3 % der gültigen Stimmen in seinem Amt bestätigt.
Am 20. März 2016 wurde Uwe Brückner mit 72,1 Prozent der gültigen Stimmen zu seinem Nachfolger gewählt (Amtsantritt: Juli 2016). Am 3. März 2024 wurde er mit 53,1 Prozent der gültigen Stimmen in seinem Amt bestätigt. Er war 2016 als Kandidat einer Listenvereinigung aus SPD und der Wählergruppe Freie Bürger und Bauern und 2024 als Einzelbewerber angetreten. Seine Amtszeit beträgt acht Jahre.

### Wappen

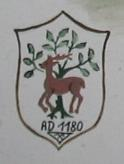
Wappen Lehnin, Zeichnung

| Wappen von Kloster Lehnin | Blasonierung: „In Blau eine bewurzelte elfblättrige goldene Eiche überdeckt von einem springenden silbernen Hirsch.“ |
| Wappen von Kloster Lehnin | Wappenbegründung: Das heutige Wappen der Gemeinde ist die Stilisierung einer Zeichnung in der Klosterkirche, die auf die Gründungslegende des Klosters zurückgeht, einen Traum von Otto I., in dem Hirsch und Eiche eine Rolle spielen. Näheres dazu hier. Das Wappen wurde am 21. Februar 2003 durch das Ministerium des Innern genehmigt. |

### Flagge
Die Flagge ist blau-weiß-blau (1:2:1) gestreift und mittig mit dem Gemeindewappen belegt.

### Dienstsiegel
Das Dienstsiegel zeigt das Wappen der Gemeinde mit der Umschrift: „GEMEINDE KLOSTER LEHNIN • LANDKREIS POTSDAM-MITTELMARK“.

### Städtepartnerschaften
Seit 2003 besteht eine Partnerschaft zwischen Kloster Lehnin und der belgischen Stadt Tervuren in Flandern.

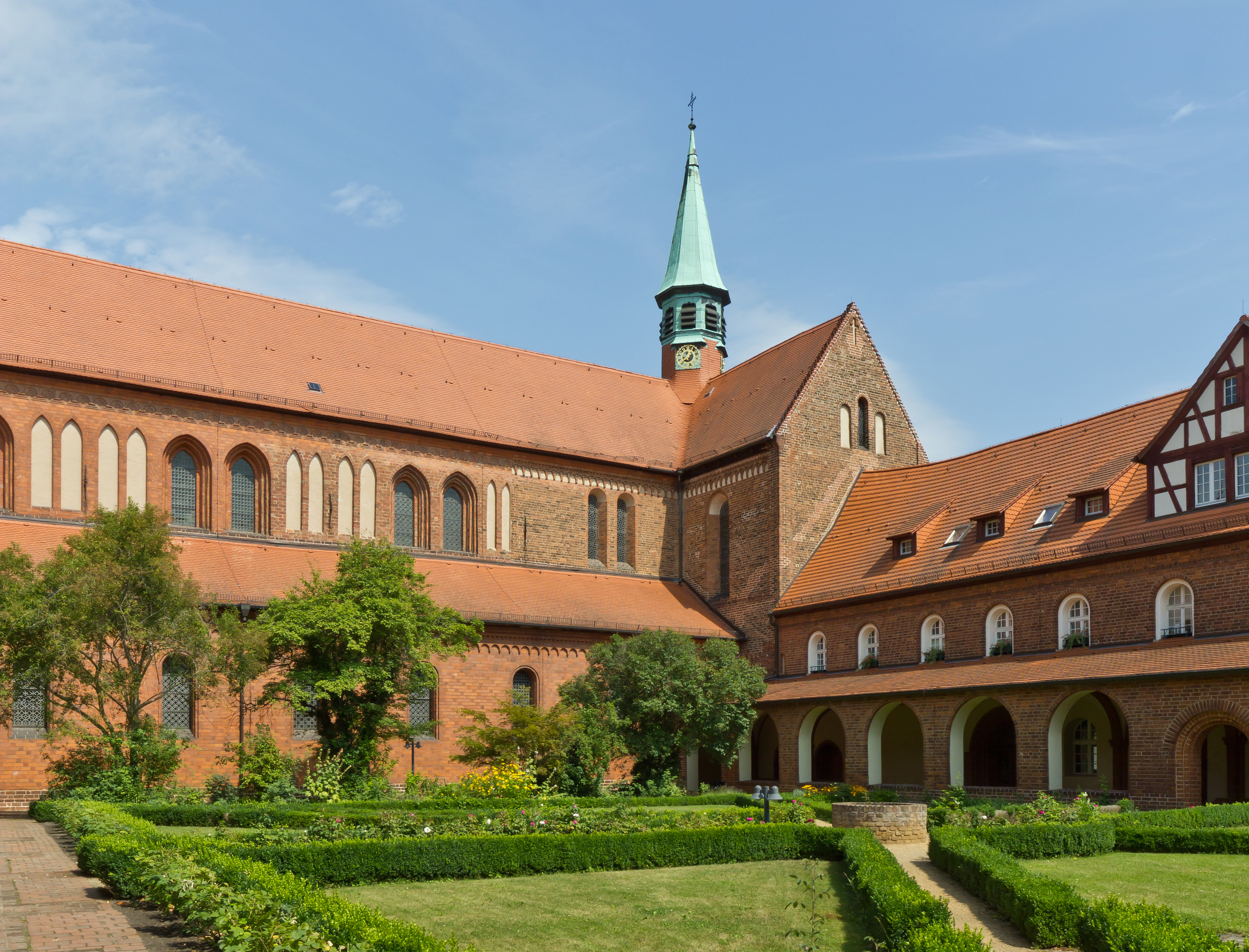
Kreuzgang des Klosters Lehnin

## Sehenswürdigkeiten und Kultur
In der Liste der Baudenkmale in Kloster Lehnin und in der Liste der Bodendenkmale in Kloster Lehnin stehen die in der Denkmalliste des Landes Brandenburg eingetragenen Kulturdenkmale.

### Bauwerke
- Kloster Lehnin mit der Klosterkirche St. Marien im Ortsteil Lehnin, Hauptsehenswürdigkeit der Gemeinde
- Gutshaus der Familie von Rochow (genannt Schloss Reckahn) im Ortsteil Reckahn mit dem Rochow-Museum, Altes Gutshaus Reckahn, barocke Dorf- und Schlosskirche, Schulmuseum, slawischer Burgwall
- Denkmal für den Schriftsteller Willibald Alexis von 1914 im Ortsteil Lehnin vor dem Friedhof an der Puschkinstraße. Die Bronzeplakette mit dem Reliefmedaillon von Alexis schuf der Bildhauer Paul Matzdorf. Der große Gedenkstein mit Tafel ist Ausgangspunkt für den Willibald-Alexis-Weg. Er wurde errichtet, da Lehnin örtlicher Hintergrund für Die Hosen des Herrn von Bredow, einen der bekanntesten Romane von Alexis, ist.
- Kriegerdenkmal für die Gefallenen des Ersten Weltkriegs im Ortsteil Netzen vor der Kirche
- Sowjetisches Ehrenmal von 1971 im Ortsteil Kaltenhausen Nr. 75/77, daneben ein Gedenkstein der VVN, der zur Verteidigung des Friedens aufruft
- Dorfkirche Damsdorf, barocker Saalbau aus dem 18. Jahrhundert
- Dorfkirche Göhlsdorf, neoromanische Kirche, die in den Jahren 1865 bis 1867 unter Einbeziehung der Feldsteine eines Vorgängerbaus errichtet wurde. Der vorhandene Turm wurde dabei in den Neubau einbezogen.
- Dorfkirche Krahne, neobarocke Saalkirche, die 1904 unter der Leitung des Architekten Ludwig von Tiedemann kreuzförmig erweitert wurde
- Dorfkirche Michelsdorf, romanische Feldsteinkirche aus dem 12. Jahrhunderts, im Inneren befinden sich unter anderem die Reste einer Ausmalung aus dem Jahr 1946
- Dorfkirche Rädel, Barockbau aus dem Jahr 1739 mit einem neobarocken Ostturm
- Dorfkirche Trechwitz, barocke Saalkirche

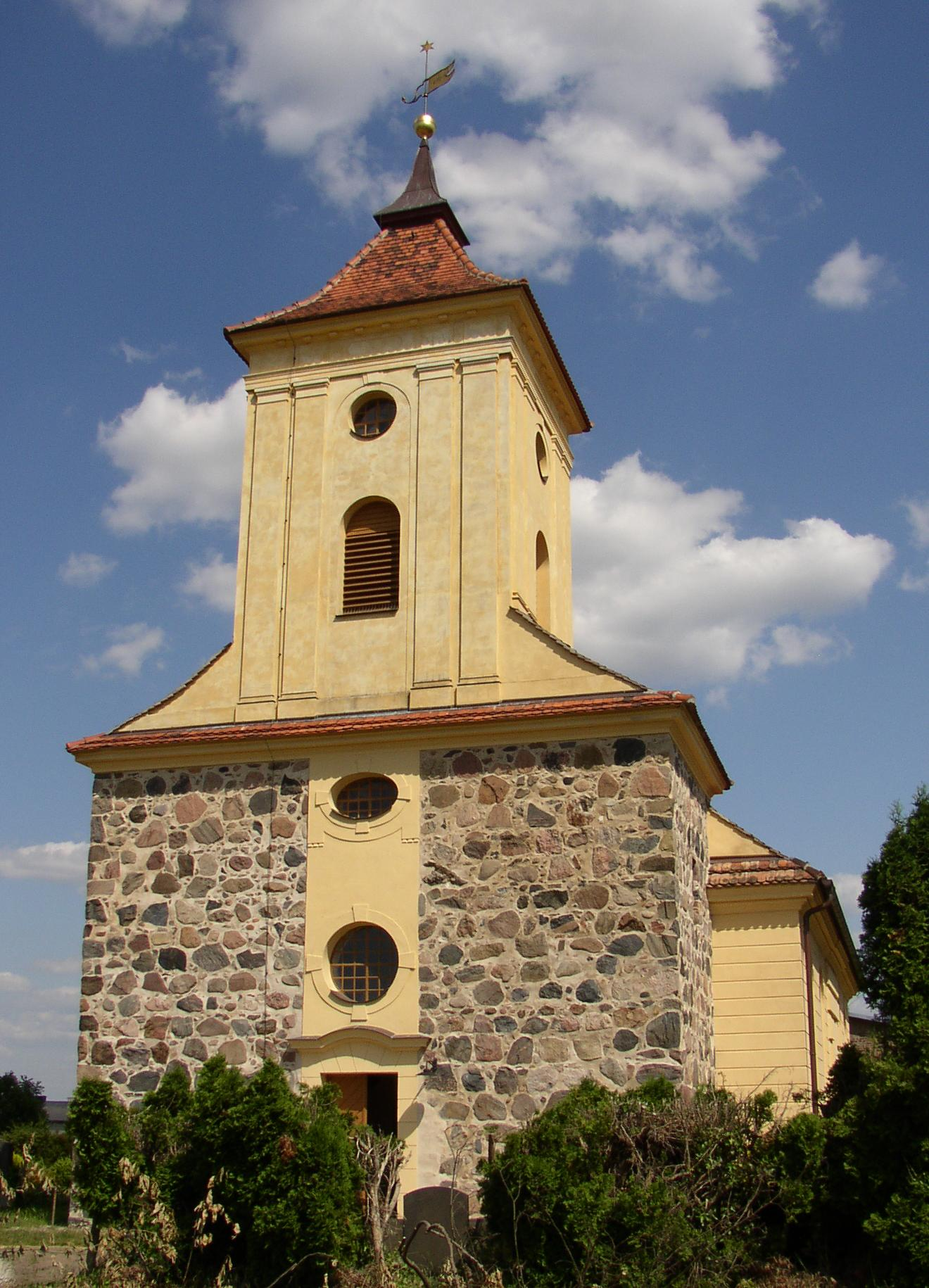
Kirche Damsdorf
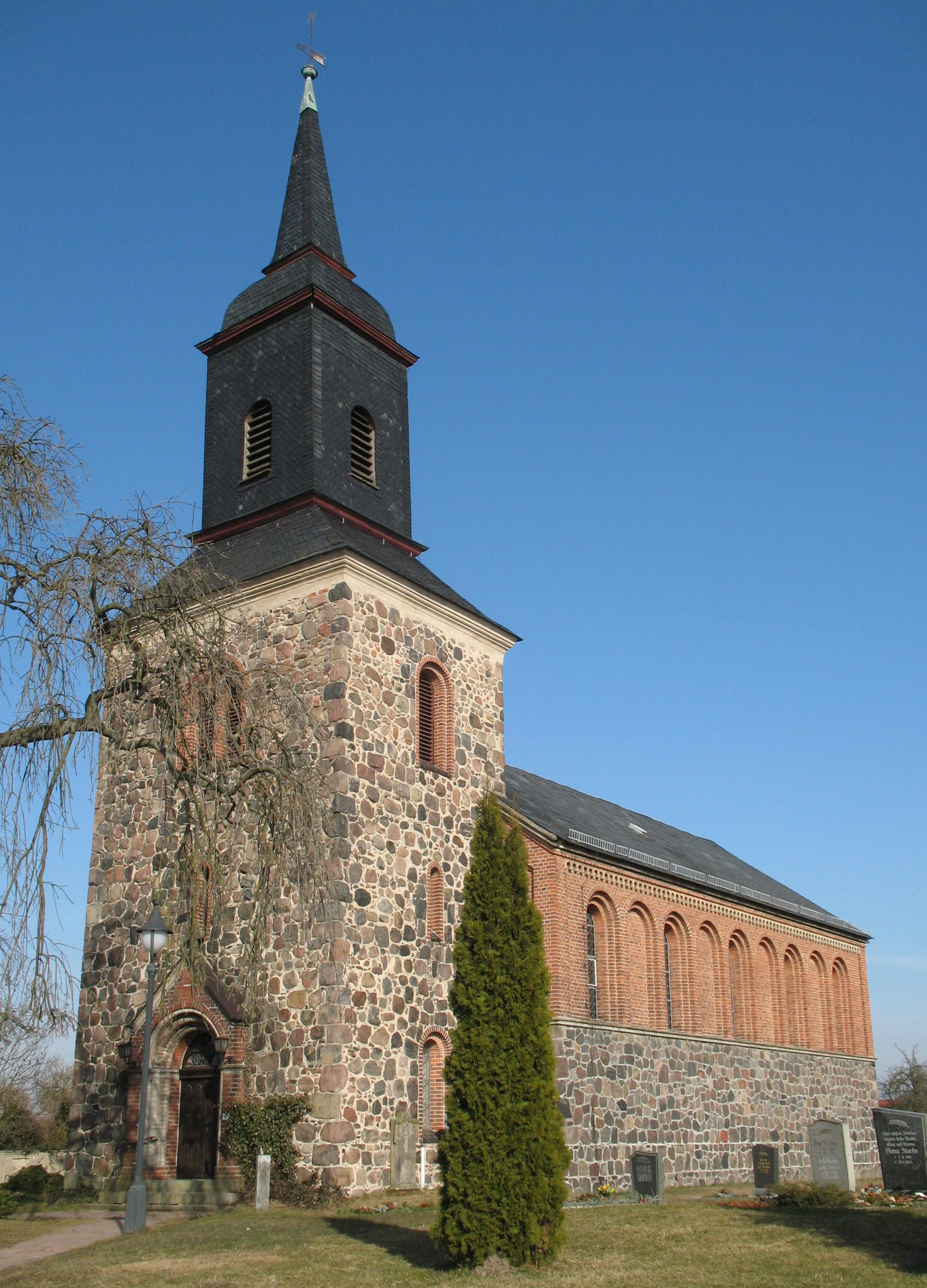
Kirche Göhlsdorf
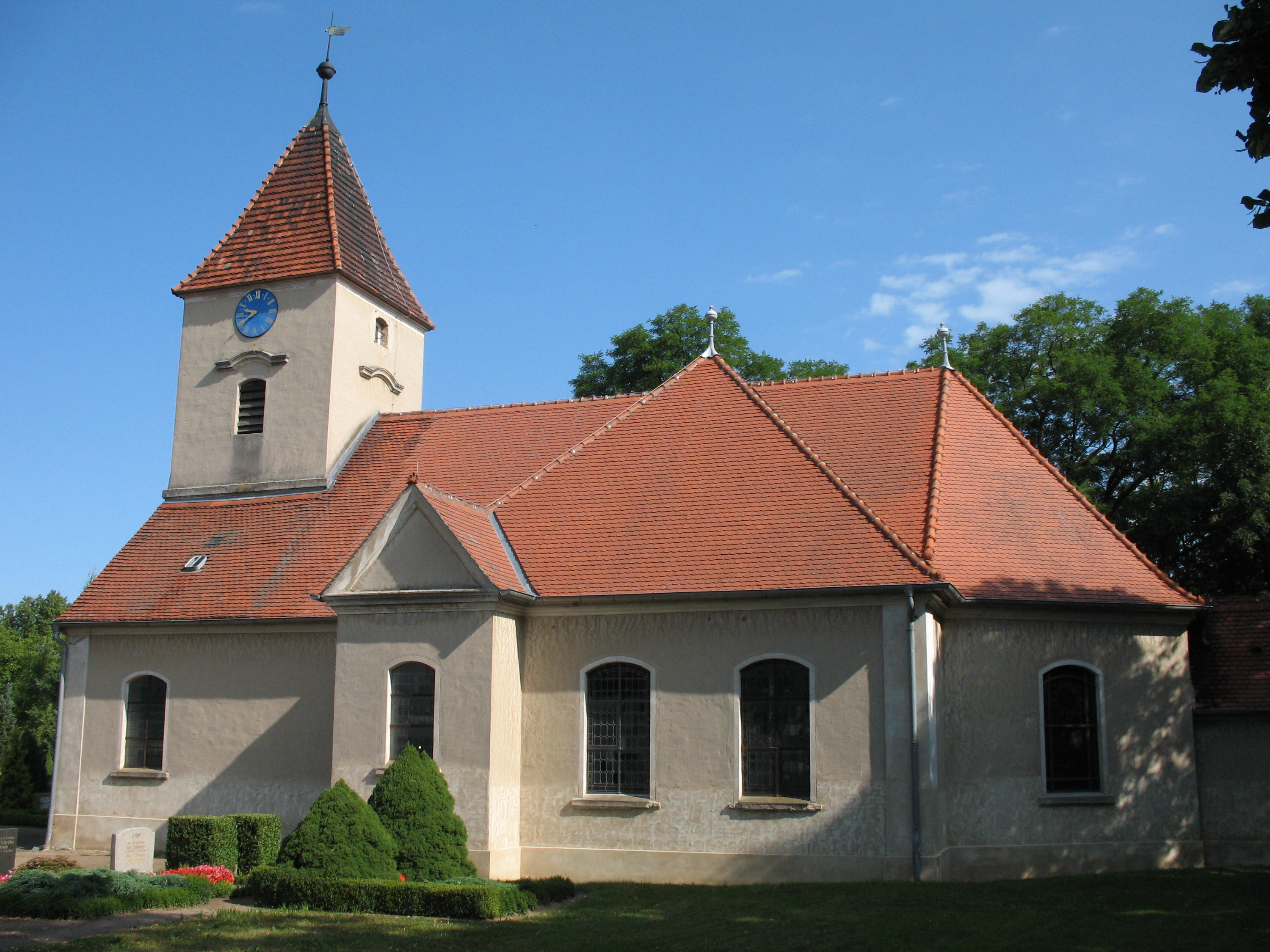
Kirche Krahne
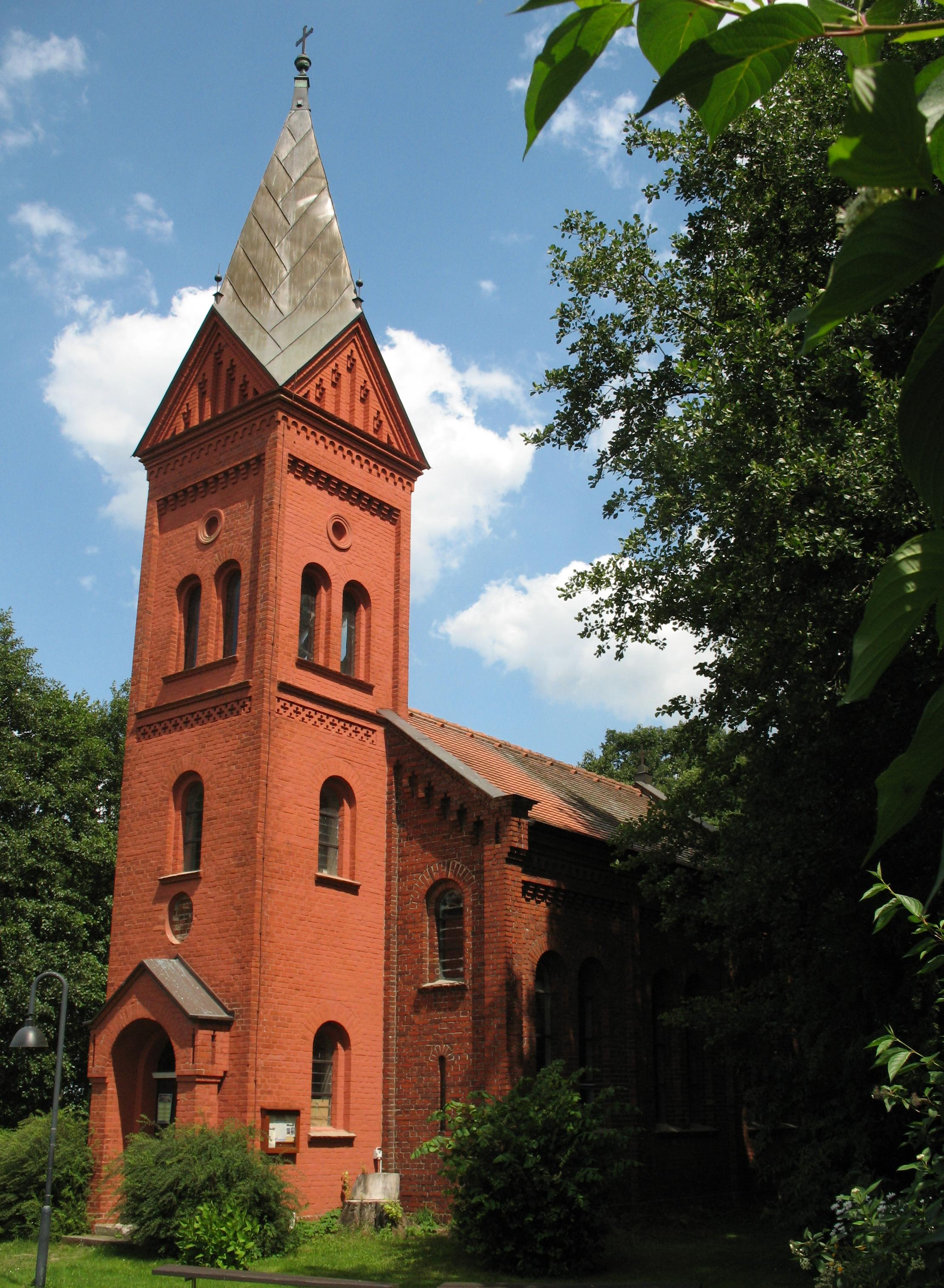
Kirche Meßdunk
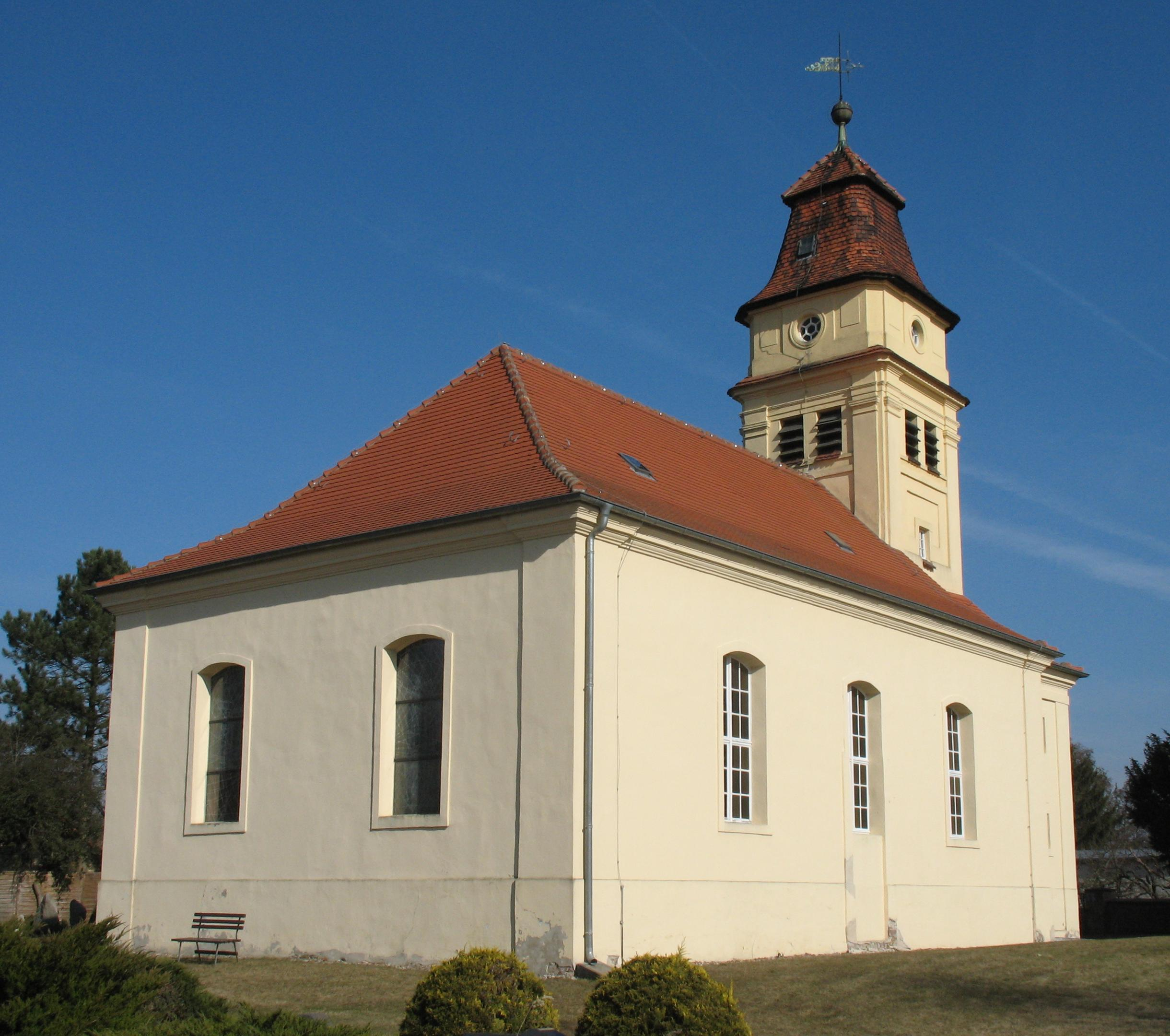
Kirche Rädel
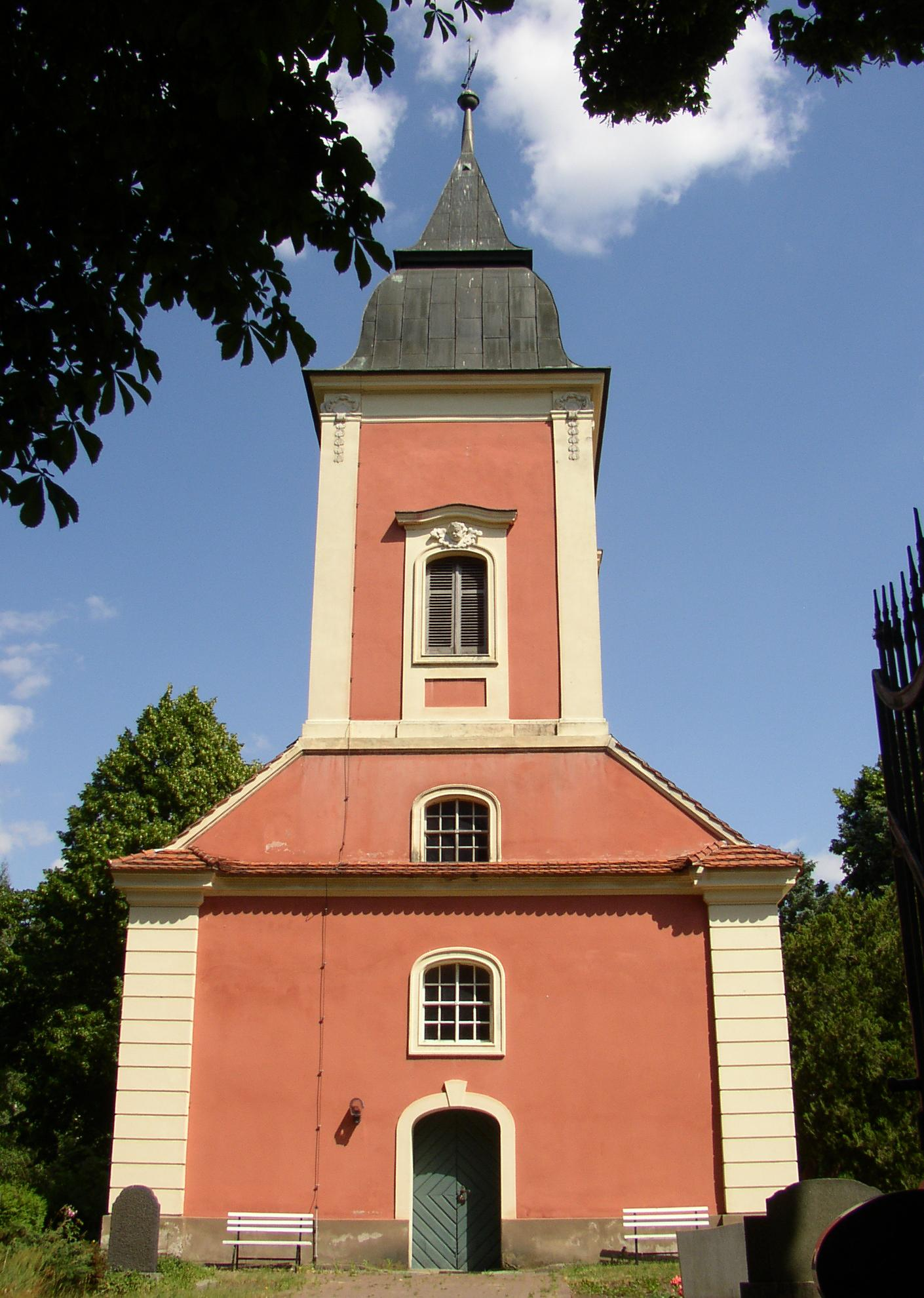
Kirche Trechwitz

### Naturdenkmale
Der Blaue Stein ist ein großer Findling mit einer bläulich-grünen Farbe im Kiefernforst etwa zwei Kilometer östlich des Dorfes Krahne. Dieser wurde früher als Steinbruch verwendet.

### Regelmäßige Veranstaltungen
Jährlich am letzten Septemberwochenende wird im Ortsteil Lehnin über zwei Tage ein internationales Kürbisfest mit bunten und teils kuriosen Kürbisdekorationen gefeiert. Dazu gibt es: Umzug, Markt, Stände, Lesung, Konzert, Wettbewerbe und eine Kürbisausstellung.

## Wirtschaft und Infrastruktur

### Wirtschaft
Neben der Landwirtschaft spielte die Schifffahrt auf Emster, Emsterkanal und Havel wirtschaftlich eine Rolle. Durch den Aufschluss von Lehm- und Tonvorkommen konnten im 19. Jahrhundert Ziegeleien errichtet werden, die Tagelöhner beschäftigten. Verschifft wurde der Backstein, wie auch in Glindow und Deetz, über die Havelgewässer nach Berlin, Potsdam, Brandenburg an der Havel bis nach Hamburg. Ab 1878 wurde durch die örtliche Wirtschaft, vorerst ergebnislos, angestrebt, die geplante Eisenbahnstrecke von Brandenburg nach Jüterbog über Lehnin zu führen. 1899 erfolgte dann der Kleinbahnanschluss der Lehniner Kleinbahn AG über Nahmitz und Damsdorf nach Groß Kreutz.
In den 1960er Jahren wurden die Ziegeleien geschlossen und 1967 der Betrieb der Kleinbahn eingestellt. Im Rahmen des Jugendobjektes „Havelobst“ der FDJ wurde ab 1982 der Obstbau im Lehniner Gebiet ausgedehnt. Seit der deutschen Wiedervereinigung wird der Tourismus zunehmend bestimmender Wirtschaftsfaktor; Anziehungspunkt ist neben dem Kloster die landschaftlich reizvolle Umgebung.
Größter Industriebetrieb in Kloster Lehnin ist der Tabakwarenproduzent Grand River Enterprises (Deutschland) GmbH im Ortsteil Rietz. Seit 2006 werden in Rietz mehrere Milliarden Zigaretten jährlich produziert. 152 Arbeitnehmer sind in Kloster Lehnin beschäftigt.
2010/11 wurde in der Gemeinde der Solarpark Reckahn mit einer Leistung von knapp 38 MWp installiert.

### Verkehr
Früher gab es die 12 Kilometer lange Bahnstrecke Groß Kreutz–Lehnin, die eine Verbindung zur Bahnstrecke Berlin–Magdeburg herstellte. Der Personenverkehr wurde zum 19. Dezember 1965 und der Güterverkehr zum 9. Oktober 1967 eingestellt. Es folgte der Abbau der Gleisanlagen.
Der öffentliche Personennahverkehr wird unter anderem durch den PlusBus des Verkehrsverbund Berlin-Brandenburg erbracht. Folgende Verbindungen führen, betrieben von der Regiobus Potsdam-Mittelmark und Fritz Behrendt, durch Lehnin:
- Linie 554: Lehnin ↔ Damsdorf ↔ Schenkenberg ↔ Götz ↔ Brandenburg
- Linie 580: Bad Belzig ↔ Golzow ↔ Lehnin ↔ Werder ↔ Potsdam
- Linie 645: Brandenburg ↔ Netzen ↔ Lehnin ↔ Klaistow ↔ Fichtenwalde ↔ Beelitz-Heilstätten ↔ Beelitz

Der Busbahnhof in Lehnin ist der zentrale Umsteigepunkt für die Buslinien im Raum Kloster Lehnin. Er befindet sich unmittelbar im Zentrum des Ortsteils Lehnin. In den Jahren 2003–2004 wurde er umfassend saniert, erhielt einen neu gestalteten überdachten Inselbahnsteig mit 4 Haltestellen, einen verschließbaren Warteraum sowie eine Toilette. Ein Parkplatz für Pendler und Fahrradstellplätze befinden sich direkt in der Nähe des Busbahnhofs.
Kloster Lehnin liegt an den Landesstraßen L 86 zwischen Golzow und Groß Kreutz und L 88 zwischen Brandenburg und Beelitz. Die Autobahnanschlussstellen Brandenburg, Netzen und Lehnin an der A 2 und das Autobahndreieck Werder liegen auf Gemeindegebiet.
Kloster Lehnin liegt am Europäischen Fernwanderweg E11 von Scheveningen in den  Niederlanden nach Goldap in  Polen.

## Persönlichkeiten

### Söhne und Töchter der Gemeinde
- Wilhelm Klebitz (um 1533–1568), Theologe und Mathematiker
- Friedrich Wilhelm Kritzinger (1816–1890), Theologe und Pädagoge, schrieb den Text des Weihnachtsliedes „Süßer die Glocken nie klingen“[22]
- Friedrich Wilhelm von Loebell (1855–1931), Politiker, preußischer Innenminister 1914–1917
- Bernhard Hannstein (1869–1942), Kaffeeplantagen-Besitzer in Guatemala
- Karl Weber (1885–1945), Politiker (NSDAP), Mitglied des Preußischen Landtages
- Gerhard Hurte (1906–1976), Maler und Denkmalpfleger in Dresden und Kiel
- Roland Kaiser (1943–1998), Schauspieler und Synchronsprecher
- Waltraud Kretzschmar (1948–2018), Handballspielerin
- Thilo Götze Regenbogen (1949–2015), Künstler
- Christiane Ziehl (* 1950), Schauspielerin
- Siegfried Lietzmann (* 1951), Politiker (LDPD, FDP)
- Vollrad Kuhn (* 1956), Politiker (Bündnis 90/Die Grünen)
- Heilgard Asmus (* 1958), evangelische Theologin
- Beate Schmidt (* 1966), Mörderin von 6 Menschen sowie 3 versuchte Morde

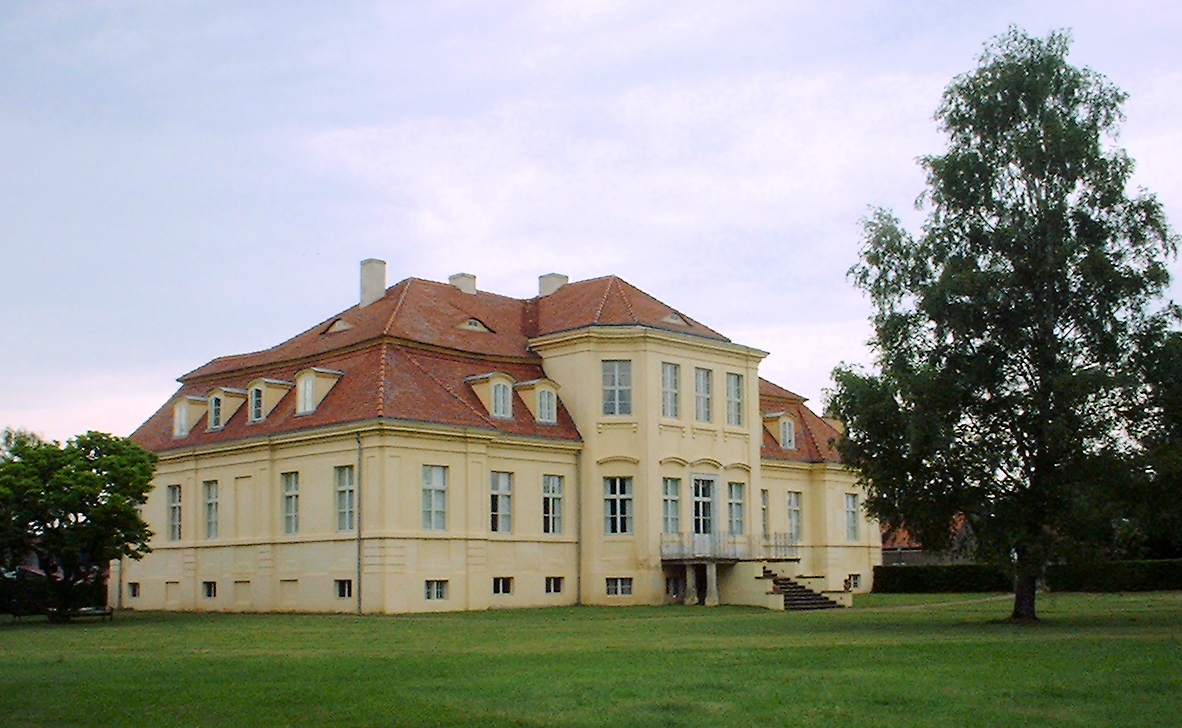
Rochows Herrenhaus in Reckahn (sogenanntes Schloss Reckahn)

### Mit der Gemeinde verbundene Persönlichkeiten
- Arnold von Monnickendam, Abt von Lehnin von 1456 bis 1467
- Christiane Louise von Rochow, geborene von Bose (1734–1808), Rittergutsbesitzerin, Sozialreformerin
- Friedrich Eberhard von Rochow (1734–1805), Gutsherr in Reckahn, Bildungs- und Agrarreformer
- Robert von Loebell (1815–1905), Vater von Friedrich Wilhelm von Loebell, von 1846 bis 1870 Rittergutsbesitzer von Lehnin; sorgte für die Beendigung der Verwüstung des Klosters und setzte in Verbindung mit dem preußischen Königshaus seine Rekonstruktion in Gang
- Oskar Schwartz (1886–1943), Generalmajor der Wehrmacht im Zweiten Weltkrieg
- Manfred Ewald (1926–2002), Sportfunktionär der DDR
- Andreas Kuhnert (1951–2019), Pfarrer in Netzen, Landtagsabgeordneter (SPD)
- Helmut Schliesing (* 1953), Politiker (SPD), 1990–2002 Oberbürgermeister der Stadt Brandenburg an der Havel; wohnt in Rietz